# Saint-Paul-et-Valmalle
 Saint-Paul-et-Valmalle  es una población y comuna francesa, situada en la región de Occitania, departamento de Hérault, en el distrito de Montpellier y cantón de Aniane.

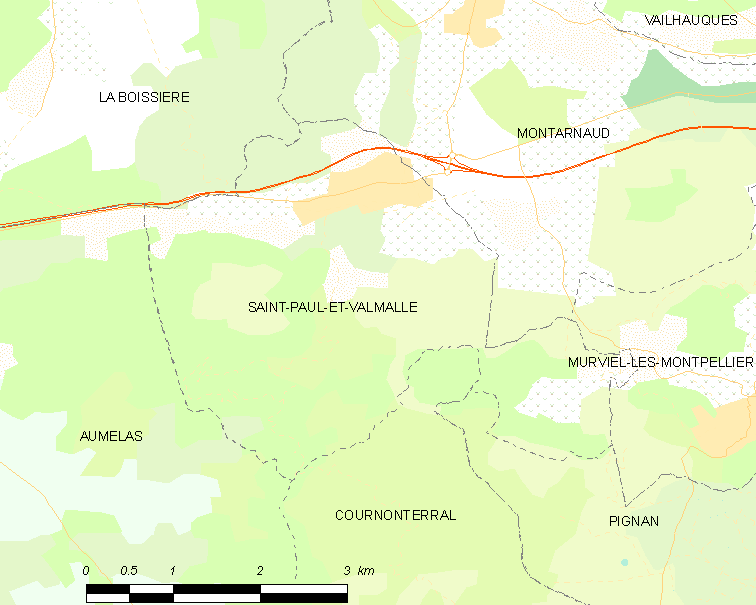
Mapa

## Demografía
| 267 | 272 | 315 | 385 | 593 | 754 | 1074 |
| Para los censos de 1962 a 1999 la población legal corresponde a la población sin duplicidades (Fuente: INSEE [Consultar]) |     |     |     |     |     |      |